# Affouage

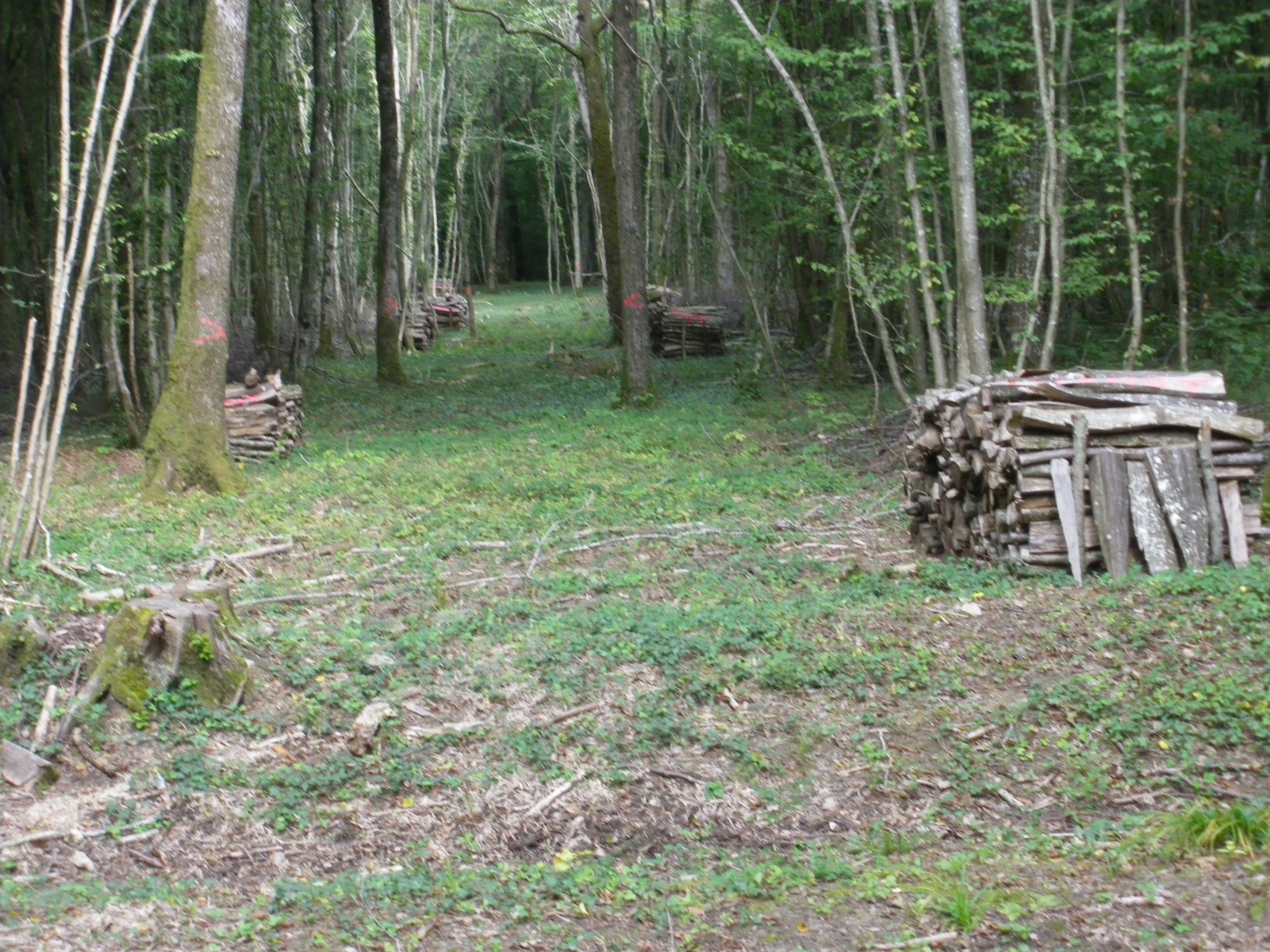
Affouage à Bannoncourt.

Synonyme de « Affouage » : Focage (en Suisse romande et en Franche-Comté).
L'affouage est la possibilité donnée par le Code forestier à un conseil municipal de réserver une partie des bois de la forêt communale pour l'usage domestique des habitants (chauffage, cuisine).
Le mot affouage date du XIIIe siècle et vient du verbe d'ancien français « afouer », signifiant « allumer », lui-même du latin populaire affocare dérivé de focus « foyer, feu ».
Bien que le mot affouage soit souvent utilisé comme synonyme de bois de chauffage, il fait référence à un mode bien particulier de mobilisation des bois propre aux forêts communales.

## Histoire
L’affouage est une pratique remontant au Moyen-Age. A cette époque, le seigneur des lieux accordait aux habitants de ses villages le droit de récolter du bois de chauffage dans les forêts. Ce droit valait pour chaque foyer ("affouer" vient de l’ancien français et signifie "allumer") d'où le nom de cette pratique.
Sous l'Ancien Régime, les communautés rurales, surtout dans la moitié Nord de la France, en Wallonie, au Luxembourg, détenaient, en biens communaux indivis, des terrains, notamment des forêts et des pâturages. C'est l'une des origines des actuelles forêts communales.
Après la Révolution française, il faut attendre 1827 pour la promulgation d'un Code forestier. Celui-ci conserve la possibilité de l'affouage pour les bois des communes, qui a pour origine la possibilité pour les communautés rurales d'aller chercher du bois dans certains communaux forestiers. Par exemple l'article 103 : « Les coupes des bois communaux destinés à être partagées en nature pour l’affouage des habitants, ne pourront avoir lieu qu’après que la délivrance en aura été préalablement faite par les agens forestiers […] ».
Aujourd'hui, ce sont les articles L.243-1 à 3 et R.243-1 à 3 du Code forestier qui autorisent et cadrent l'affouage. Outre le changement de numérotation des articles du Code forestier en 2012, les dernières modifications de fond portent sur l'interdiction pour le bénéficiaire de vendre le bois qui lui a été délivré (2010) et sur la définition des garants (2012).

## Règlement d'affouage
En France, le règlement d'affouage permet à la commune de préciser les règles de partage et de déroulement de l'affouage. Il comporte un certain nombre de prescriptions :	
- mode de partage retenu qui peut être par feu, par tête ou mixte. En cas de partage par tête ou de partage mixte, le conseil municipal a la faculté de décider que, pour pouvoir participer au partage, il est nécessaire, au moment de la publication du rôle, de posséder depuis un temps qui n'excède pas six mois, un domicile réel et fixe dans la commune ;
- mode de délivrance des bois : sur pied (l'exploitation est à réaliser) ou façonnés (exploitation déjà réalisée) ;
- conditions de mise en œuvre de l'affouage : inscription au rôle d'affouage, modalités de paiement de la taxe, attribution des lots, modalités de mise en œuvre de l'exploitation ;
- protection du peuplement, des sols, des cours d'eau et de la voirie forestière.

## Les garants
C'est à raison de l'aspect communautaire de l'utilisation des produits des forêts communales que l'article L 243.1 du Code forestier français, prévoit la désignation de trois garants lorsque le conseil municipal décide d'affecter une coupe de bois à l'affouage avec exploitation par les affouagistes.
La désignation de ces garants confirme, en droit (et au plan symbolique), la solidarité qui est censée unir tous les habitants ayant droit à l'affouage : trois bénéficiaires de l'affouage solvables sont responsables civilement (la responsabilité pénale n'est plus reconnue depuis 2012) des dommages que les autres affouagistes peuvent causer à la propriété forestière communale lors de l'exploitation de leurs lots d'affouage. La commune peut alors demander des dommages et intérêts, soit à l'affouagiste responsable s'il est connu, soit aux garants.

## Exploitation
En France, pour les bois sur pied : les agents de l'ONF réservent une partie des arbres, les fûts de grande valeur (bois d'œuvre) d'une part, les arbres conservés pour le peuplement d'autre part. Ces arbres sont marqués par une flache ou à la peinture. Les arbres et arbustes destinés à l'affouage représentent donc souvent le taillis. Les parts affouagères sont jalonnées avant le tirage au sort, ou les bois à exploiter sont numérotés. Les affouagistes coupent ensuite les arbres qui leur sont dévolus, en respectant le règlement d'exploitation déterminé en fonction des nécessités de la gestion de la parcelle, comme l'interdiction de brûler pour régénérer l'humus, ou à l'inverse obligation si la futaie réservée est destinée ensuite à une coupe immédiate. Ils rangent les bois coupés en stères, en séparant le bois de chauffage, seul soumis à la taxe, des charbonnettes et des bois morts.
Dans les parts affouagères, les houppiers et les brins sont distingués : les premiers sont les résidus des coupes des bois d'œuvre (chênes, hêtres, etc.) ; les seconds sont des arbres sur pied, mal conformés, trop proches de beaux arbres dont ils gênent le développement ou malades.

## En Wallonie
En Wallonie, jusqu’en 1940, les parts d’affouage étaient attribuées pour trois ans. La seconde année, les attributaires y pratiquaient l’écobuage pour la récolte de seigle. La troisième année, ils y coupaient les genêts.
Lors de la fusion des communes de 1977, la question de l'affouage a généré, dans les régions forestières, de nombreuses querelles au sein des conseils communaux. Certaines communes où l'affouage existait devaient en effet fusionner avec d'autres, où l'affouage n'existait pas. L'étendre à tous pouvait poser des problèmes de ressources, tandis que la perspective d'une suppression était très impopulaire.

## AuLuxembourg
- Règlement de la députation permanente sur l’exercice du droit d’affouage et autres émoluments communaux du 13 juillet 1837.

## Importance économique
En France : au milieu des années 1980, les volumes de bois délivrés sous forme d'affouage s'élevaient à 2 millions de stères et étaient en baisse constante.
En 2005, les délivrances  atteignaient 1,1 million de stères (à comparer aux 6,5 millions de stères de bois vendus par les communes). Il semblerait que, depuis 2005, il y ait une reprise des affouages, face à la hausse des prix de l'énergie.

## Vocabulaire
- Les bénéficiaires de l'affouage sont appelés des affouagistes.
- Le lot de bois qu’ils reçoivent est appelée : part affouagère.
- Le rôle d'affouage est la liste des affouagistes votée par le conseil municipal.
- Le verbe afouer = faire du feu, l'allumer, était encore utilisé, au XXe siècle dans le français du Nord-Est de la France, région de vastes forêts.